# Roberto Merlone
Roberto Merlone, detto Roby (Savona, 20 luglio 1958 – Savona, 2 agosto 2019), è stato un chitarrista, compositore e cantante italiano.
Era uno dei membri fondatori dei Vanexa, con i quali ha suonato fino al 1995.

## Biografia

### Inizi e studi
Iniziò a suonare la chitarra da autodidatta suonando a sette anni La poupée qui fait non di Michel Polnareff, Venus degli Shocking Blue e molti altri brani degli anni settanta. Già a nove anni si esibiva in un vicino locale di Albissola Marina, in provincia di Savona, di nome Pozzo Garitta, ritrovo abituale di Fabrizio De André, Gino Paoli, Paolo Villaggio e molti altri artisti. La sua prima chitarra acustica da bambino era condivisa con il fratello maggiore Paolo ("Dio" nei ringraziamenti del primo album), che lo fece appassionare a questo strumento. Herbert Pagani, vicino di casa della zia che abitava a Milano, gli regalò una chitarra EKO elettrica dodici corde usata color verde pistacchio, che lui modificò in sei corde. Da quel momento modificò sempre i propri strumenti da solo, come disse in un'intervista concessa al giornalista Beppe Riva, con l'ascolto di molti gruppi come Led Zeppelin, Jethro Tull, Deep Purple, Genesis, Pink Floyd, ecc.
Si avvicinò sempre di più all'Hard rock e al Metal traendone spunti nelle sue composizioni ed arrangiamenti apprezzatissimi dai cultori del Metal e dai vari critici e giornalisti del settore. Il padre era maestro di violino, e la madre di pianoforte e canto. Si rese conto che studiare musica era essenziale per lui, ma lo fece fra le mura domestiche con molte difficoltà in quanto non ebbe mai un vero e proprio maestro di chitarra. Nei suoi brani si possono ascoltare un'infinità di scale modali, di tritono (diabolus in musica) un tempo vietati nella musica sacra. Continuò a fare stage insegnando tecniche innovative a molti suoi allievi. Partecipò a molti programmi su Rai 1, Rai 2, Rai 3, Canale 5, Italia 1, Videomusic, TMC, e fu ospite con Marco Spinelli a programmi tematici su TVA40 Roma.

### I problemi di salute
Oltre la musica la sua passione erano le moto: nel 2001 ebbe un brutto incidente che gli procurò danni alla spalla destra costringendolo a fermarsi per circa sei mesi. Nel 2003 gli venne diagnosticato un carcinoma: Merlone fu operato d'urgenza e lo stesso anno sottoposto a intervento nuovamente. Nel 2006 gli fu diagnosticata una malattia al midollo spinale, che lo costrinse a un'ulteriore operazione: Merlone risolse in parte il danno.

## Stile
Divenne famoso per essere un virtuoso e lungimirante tecnico della chitarra, e fu fra i primi già dal 1975 ad usare metodi come Palm muting, Tapping, Hammer on, Pull off e armonici artificiali sullo strumento, venendo pertanto considerato un pioniere del metal italiano.

## Altre opere
Nell'album omonimo Vanexa, il padre Giuseppe Merlone gli ha dedicato la sua performance di violino nel brano Across The Ruins, meritandosi dai magazine la critica di "Fiore nel deserto" per la grande intuizione della band e della sua interpretazione.
Ha registrato presso gli studi Stone Castle Studios di Carimate, gli studi Titania di Roma, gli studi Phantom di Tortona, gli studi Fonoprint di Bologna e gli studi H.M di Vigevano.

## Collaborazioni
Durante la carriera ha suonato con:
- Vanexa
- Paul Kelly
- Roberto Tiranti dei Vanexa Labirynth - Ken Hansley Uriah Heep
- Stefano Tessarin ex Vanadium
- Rudy Sarzo ex Ozzy Osbourne e Quiet Riot, Whitesnake, Dio e Blue Öyster Cult
- Andrea Braido
- Enzo Avitabile
- Fabrizio Cruciani Knifedge
- Marco Spinelli
- Frank Gambale
- Alfio Vitanza ex Latte e Miele e New Trolls in cui è il cantante per l'album dei Vanexa 1979-1980 distribuito nel 2010

## Strumentazione

### Chitarre
Ha usato chitarre Gibson Les Paul, Sg, Explorer, Fender Stratocaster del 1962, una Gibson S1 modificata da lui con Pick Up DiMarzio e Seymour Duncan e Whammy Bar Khaler Made in U.S.A. fatta a mano e Floyd Rose.
Sul palco spesso usava Charvel: tra i modelli utilizzati vi sono la 750XL Professional limited edition, Model 6 e San Dimas. Altre chitarre erano la Yamaha RGX 420S e la Washburn EA20.

### Amplificatori ed effetti
Tra il materiale utilizzato da Merlone c'è un amplificatore Marshall 1959 SLP con casse Marshall 1960 B, cioè non svasate, con coni Celestion da 12", possedute dall'età di 15 anni. Vi era inoltre finale di potenza FBT a rack e i suoi immancabili multieffetti digitali Yamaha SPX 90.